# Kiranipura
Kiranipura é uma vila no distrito de Ajmer, no estado indiano de Rajastão.

## Demografia
Segundo o censo de 2001, Kiranipura tinha uma população de 4941 habitantes. Os indivíduos do sexo masculino constituem 51% da população e os do sexo feminino 49%. Kiranipura tem uma taxa de literacia de 74%, superior à média nacional de 59.5%: a literacia no sexo masculino é de 82% e no sexo feminino é de 66%. Em Kiranipura, 12% da população está abaixo dos 6 anos de idade.